# Bitva u San Romana (Paolo Uccello)
Obraz Paola Uccelly Bitva u San Romana je střední částí tří velkých panelů. Objednavatelem byl pravděpodobně Lionardo Bartolini z Florencie. Později se tyto tři obrazy dostaly do majetku Lorenza Nádherného, a ten je vystavil v paláci Medicejů. V bitvě odehrávající se v blízkosti San Romana proti sobě stáli Florenťané a Sieňané. Panel se začátkem bitvy, kde je zobrazen velitel florentských Niccolo di Talentino je dnes v Národní galerii v Londýně. Druhý panel s vyobrazením sienských s jejich velitelem kapitánem da Catinolou je uložen v Louvru. Třetí panel, v majetku Gallerie degli Uffizi zobrazuje rozhodující okamžik vítězství Florencie, kdy sienský velitel Bernardino della Ciarda padá z koně. Jedině tento obraz je signován a to pod štítem vlevo dole.

## Popis
V pozadí divák tuší prchajíci sienské pronásledované vítěznými florentskými lučištníky. Jako paralelu k jejich úprku malíř zvolil zajíce utíkající přes pole a pronásledované chrty. Florenťané jsou ozdobeni barety, charakteristickými pokrývkami hlavy pro 15. století. Malíř je pro jejich jedinečnost použil ke zkoumání perspektivy. Jsou to stejné barety jako má praotec Noe na Uccellových freskách v klášteře Santa Maria Novella ve Florencii. Uccello velmi pečlivě zkoumal perspektivu. Věnoval pozornost každému objektu - válečníkům, koním i baretům. Při kompozici se řídil přísnými geometrickými i matematickými výpočty. Studoval perspektivní zkrácení a každá struktura byla zbavena principu nahodilosti a či přirozenosti a byla proměněna v metafyzický prvek. Účinek umělec zvýraznil použitím kovových a vizionářských barev.

## Galerie
Všechny tři obrazy spolu:

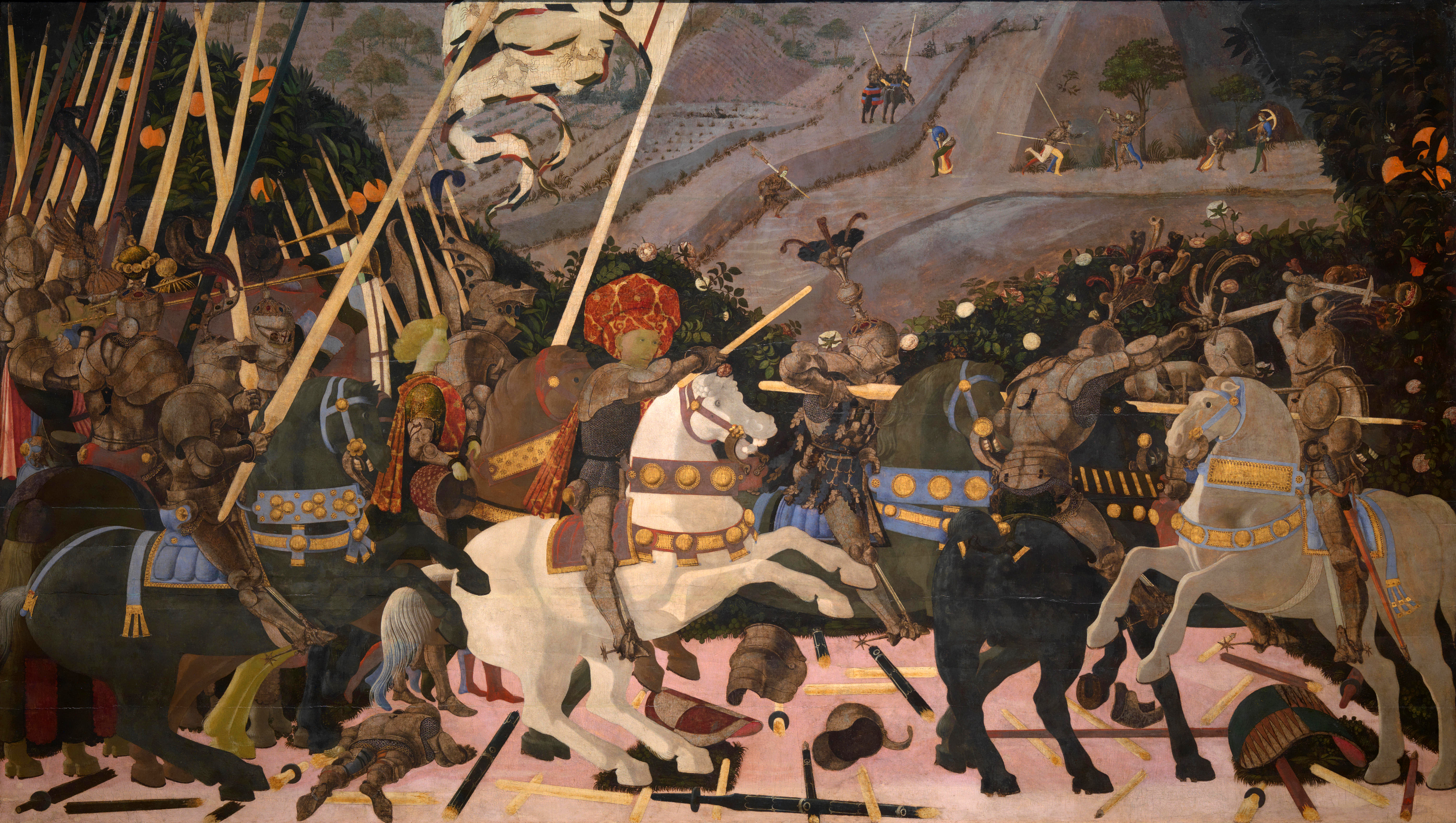
Panel se začátkem bitvy, kde je zobrazen velitel florentských Niccolo di Talentino je dnes v Národní galerii v Londýně. 182 × 320 cm.
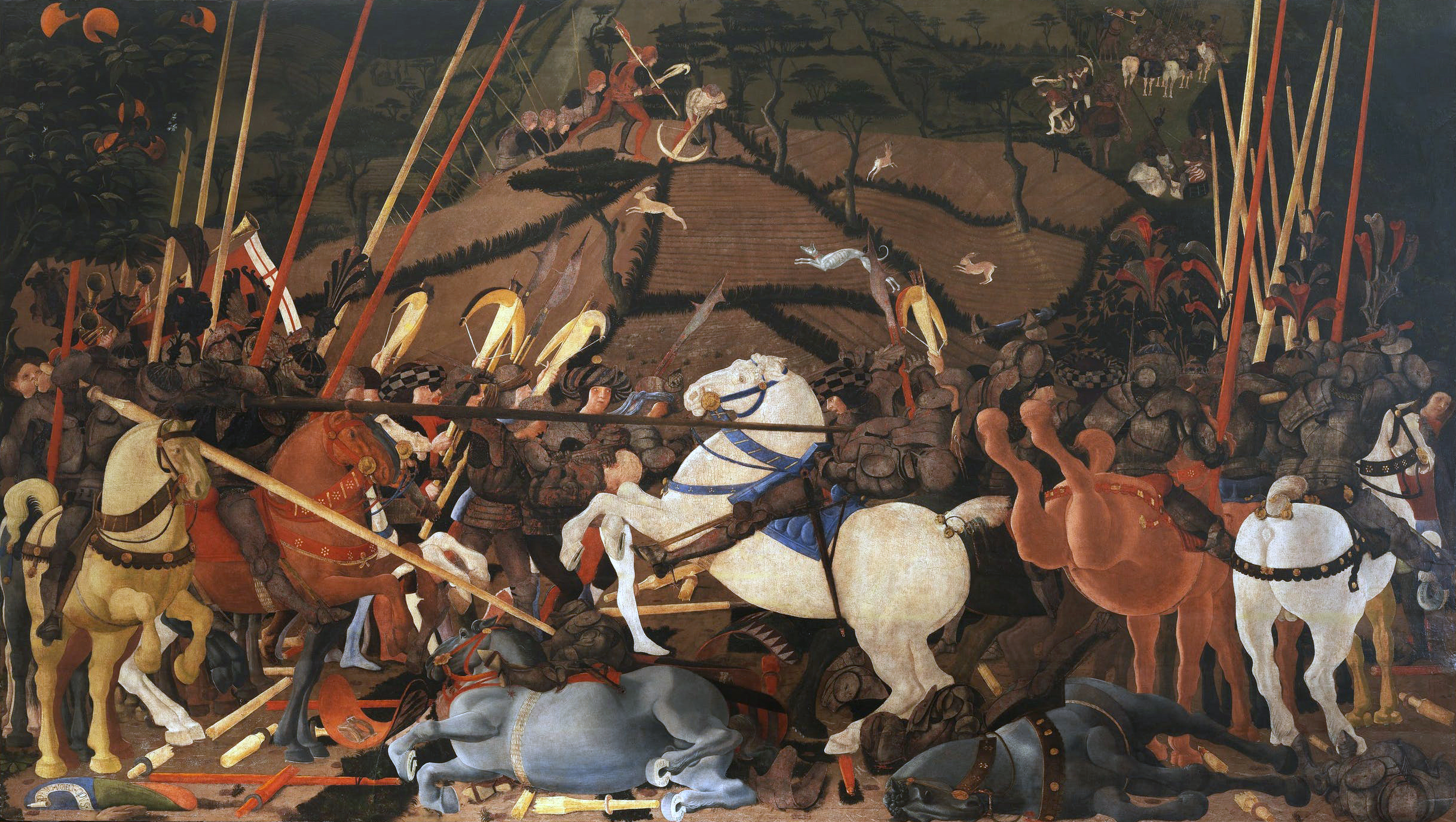
Druhý panel, v majetku Gallerie degli Uffizi zobrazuje rozhodující okamžik vítězství Florencie, kdy sienský velitel Bernardino della Ciarda padá z koně, tempera na dřevě, 182 × 320 cm.
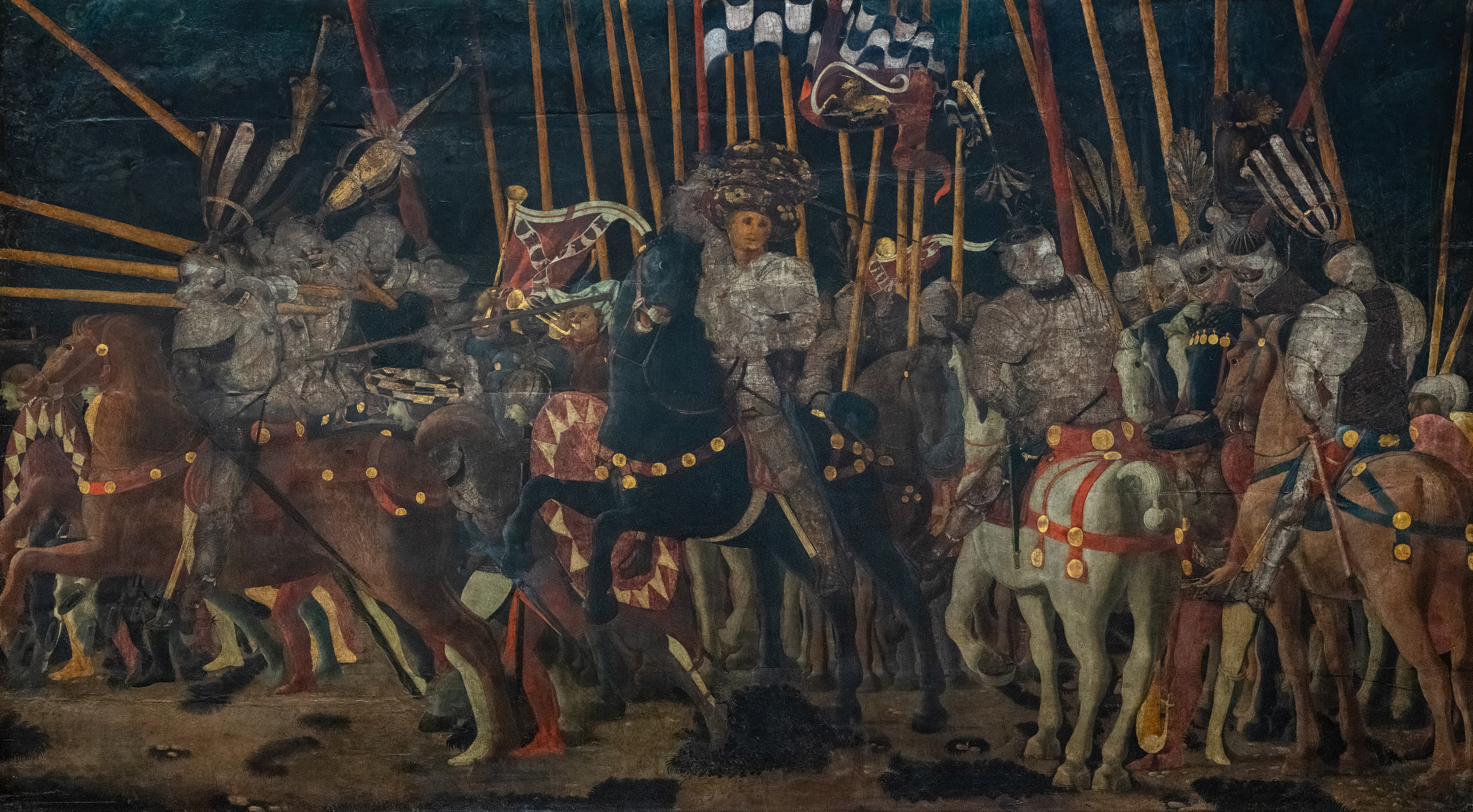
Třetí panel s vyobrazením sienských s jejich velitelem kapitánem da Catinolou je uložen v Louvru. , asi 1455, dřevěný panel, 182 × 317 cm.